# Casa Vídua Salleres
Casa Vídua Salleres és un habitatge del municipi de Figueres (Alt Empordà) inclòs en l'Inventari del Patrimoni Arquitectònic de Catalunya.

## Descripció
Edifici situat a davant de la plaça del Dr. Ernest Vila en ple centre de la ciutat. És un edifici la planta del qual té forma de L i dues façanes, que segueixen el mateix esquema compositiu. La façana del carrer Nou presenta local comercial a la planta baixa i porta d'accés a l'edifici emmarcada, allindanada, a manera d'arc de descàrrega i amb una dovella clau amb dues inicials en relleu, i dos pisos amb balconada correguda, amb dues sortides, i finestrals laterals. Les obertures del primer pis estan emmarcades i decorades amb un guardapols amb detalls florals. Les del segon pis tenen un emmarcament a manera de carreus i a la part superior una llinda amb una gran dovella clau. La cornisa està suportada per mènsules decorades amb fulles d'acant. A la terrassa, decorada amb merlets trapezoïdals, amb un òcul inscrit al centre, a manera de balustrada amb elements de forja, coronen aquesta façana. La del carrer Castelló, més petita, també presenta local comercial a la planta baixa, dos pisos amb balcó, amb la mateixa decoració que l'altra façana i un altell amb tres petites finestres cegues (que no trobem a la façana del carrer Nou). Decoració amb bandes horitzontals en relleu amb motius geomètrics. Totes dues façanes estan pintades en color rosa.